# 基因组：人种自传23章
《基因组：人种自传23章》（Genome: The Autobiography of a Species in 23 Chapters）是科普作家马特·里德利撰写的科普读物，1999年由第四阶级出版。章节以人类染色体编号，因为其中一对是X和Y性染色体，所以编号也只到二十二，而在“第七号染色体”和“第八号染色体”之间插入了“X和Y染色体”。
这本书在《自然》等期刊和《纽约时报》等报纸上受到了评论家们的欢迎。然而，《伦敦书评》认为该书“既有启发性又令人愤怒”，因为“其右翼政治倾向导致他把研究的影响带偏了。

## 作者
该书的作者马特·里德利是一位英国记者和商人，以科学、环境和经济学方面的写作而知名。他学习动物学，并在1983年获得哲学博士学位。

## 内容
这本书专门用每一章来介绍一对人类染色体。由于讨论性染色体需要一章（未编号），因此最后一章是“第二十二号染色体”。里德利受到普里莫·莱维《元素周期表》一书的启发，采用了这种模式。

### 第一号染色体　生命
本章从引述亚历山大·蒲柏关于生命周期的文字开始。非常广泛的主题“生命”，也是本章的主题。里德利简要讨论了基因的历史，包括我们的“最后共同祖先”。

### 第二号染色体　物种
里德利讨论了人类作为一个不同基因物种的历史。他将人类的基因组，与黑猩猩及祖先灵长类动物的基因组，进行了比较。他还指出，直到19世纪，大多数学者还认为人有24组基因，而不是今天所知的23组。

### 第三号染色体　历史
本章讨论了早期遗传学家之间的互动，包括孟德尔、查尔斯·达尔文、赫尔曼·约瑟夫·马勒和弗朗西斯·克里克。

### 第四号染色体　命运
通过亨丁顿舞蹈症讨论了，由4号染色体上的特定序列导致的损伤性健康影响。南希·韦克斯勒在工作中讨论了寻找这种疾病及其它相关疾病的染色体来源，她可能遗传了该基因，却转而从事科学工作来研究其他人的该基因。

### 第五号染色体　环境
介绍了基因多效性和遗传多元化的概念，并以哮喘研究简史为例进行了研究。哮喘与多达十五种不同的基因有关，其中许多基因位于5号染色体上。具体而言，这包括在ADRB2基因的第46位从腺苷（A）变为鸟嘌呤（G）。ADRB2基因与支气管扩张和收缩的控制有关。

### 第六号染色体　智慧
罗伯特·普洛明于1997年宣布在6号染色体上发现了“智力基因”，本章以此为基础，较为细致地讨论了智力的遗传基础。这包括6号染色体长臂上的基因IGF2R，这可能也与肝癌有关。里德利在本章中继续他的假设，即使用简单的遗传标记不足以描述基因组的完整功能，或疾病的原因。

### 第七号染色体　本能
本章讨论语言的形式和存在是否具有遗传成分。特别是“特定语言障碍”可能与7号染色体上的一个基因有关。里德利讨论了加拿大语言学家玛娜·高普尼克与其他人之间的科学分歧——是这种障碍与语法表述困难有关，还是说它是更广泛的智力障碍。

### X和Y染色体　冲突

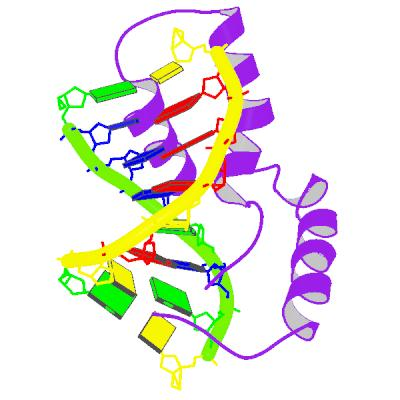
SRY蛋白，与DNA双螺旋结合

里德利考虑使用Y染色体上的SRY基因，和X染色体上的DAX1与Xq28基因，来研究进化心理学。基因冲突与进化理论在辩论使用修辞的问题，是我们的身体包含基因，还是基因在身体里面？

### 第八号染色体　自身利益
里德利通过讨论反转录转座子，描述了理查德·道金斯的“自私基因”概念。这包括LINE1和Alu转座子的行为。此外，里德利还讨论了胞嘧啶甲基化在发育过程中的可能用途。本章还讨论了像HIV这种逆转录病毒，是如何通过逆转录酶，将它们自己复制到人类基因组中的。

### 第九号染色体　疾病
对于9号染色体，该书检查了对血型基因序列的讨论，即，讨论了ABO血型系统及其对进化的影响。提到的其它基因包括囊肿性纤维化的CFTR。总结说，人类基因组计划很大程度上是基于一种不准确的信念，即只有一种人类基因组。血型的基因序列存在多种选项，而每种选项都有不同的抗病和进化结果。到底选择了哪一种呢？如果能回答这个问题，就能证明人类的基因组不止一种。

### 第十号染色体　压力
压力对人体的影响是从10号染色体上的CYP17基因产生激素开始的。里德利指出了胆固醇、甾体激素如孕酮、皮质醇、醛固酮、睾酮和雌二醇之间的关系。

### 第十一号染色体　个性
里德利选择了编码多巴胺制造的D4DR基因，它位于11号染色体的短臂上。也涉及了多巴胺、血清素和其它血清素神经化学之间的相互作用。

### 第十二号染色体　自我组装
本章涉及对遗传密码的理解，如何与脊椎动物胚胎发育模型相匹配。里德利讨论了“缺口”基因、“配对规则”基因和“片段极性”基因，也简要描述了同源基因和Hox基因。沃尔特·雅各布·格林在1983年发现，同源框代码集与一个“开关”有关。

### 第十三号染色体　史前
里德利描述了印欧语系和其它古代祖语的发展，与反映了欧亚大陆遗传频率的经典多态性之间的关系。13号染色体上的BRCA2和17号染色体上的BRCA1，这两种乳腺癌基因之间的相互作用，有助于阐明这些更大的概念。里德利还描述了对不同类型人群的基因研究，以确定为什么人类会产生一种突变，使成年人在成年后能够消化乳糖酶。他的结论是，由于世界上的游牧部落都最早进化出了这种突变，这些人的基因适应了他们的环境。这听起来像是拉马克关于铁匠强壮的手臂被“传”给他儿子的故事，但事实并非如此。有争议的结论是，有意的行为可以通过改变我们必须适应的环境，来改变我们的进化历史和基因组成。

### 第十四号染色体　永生
本章探讨了所谓的遗传密码“永生”——也就是说，自生命诞生以来，遗传密码如何能够在500亿次复制中保持精确？部分答案在于蛋白质酶端粒酶，它位于14号染色体上，由基因TEP1编码。

### 第十五号染色体　性别
里德利讨论了两种15号染色体遗传疾病，普瑞德威利症候群和安格曼症候群：普瑞德威利遗传自父亲，安格曼遗传自母亲，借助了性对抗和父系基因胎盘控制。

### 第十六号染色体　记忆
里德利讨论了旧知识与本能的对抗，声称自然选择将解释语法的本能，并指出包括无脊椎动物在内的许多动物都可以学习。尽管如此，他认为大脑是由基因和基因产物控制的。

### 第十七号染色体　死亡
17号染色体上的TP53基因可抑制癌细胞，而致癌基因会刺激细胞生长，如果保持开启状态可能导致癌症，而TP53保持关闭状态则会导致癌症。其它突变基因如BRCA1和BRCA2，会导致乳腺癌。

### 第十八号染色体　疗法
重组DNA允许使用限制酶和连接酶进行遗传操作。基因工程一直备受争议，尤其是在食品生产方面；里德利写道，它可能有一天会被用于人类。

### 第十九号染色体　预防
有可能预防或治愈阿尔茨海默病和冠心病。像APOE这样的APO基因，会影响脂肪和胆固醇的代谢。EPOE的E4等位基因会促进阿尔茨海默病的斑块形成。基因检测可以帮助患者及早采取预防措施。

### 第二十号染色体　政治
羊搔痒症是一种羊脑病，看起来具有传染性，但又与微生物无关。人类克雅氏病的灾难被发现是由PRP基因引起的，该基因会产生一种朊蛋白（PRP），它会聚集成团，破坏脑细胞。里德利抨击政府处理朊病毒病爆发过于恐慌。

### 第二十一号染色体　优化人种论
一个世纪前的优生学，基于错误的遗传学知识，导致政府和美国最高法院采取了不道德的行动，推动对某些人群实施强制绝育，例如患有21三体综合征，即唐氏综合症的人。里德利讨论了社会以国家的形式与个人之间发生的冲突。

### 第二十二号染色体　自由意志
里德利谈到了基因决定论与自由之间的激烈争论。儿童是由他们的同龄人（其他孩子）和他们的基因共同塑造的。他认为，短期行为是不可预测的，但长期行为“大致”可预测。

## 评价
《自然》等科学期刊和《新英格兰医学杂志》等医学期刊对《基因组》发表了评论，其中罗伯特·施瓦茨（Robert Schwartz）指出，里德利的推测“有时是疯狂的”。这本书是贯穿人类染色体的“游戏”。尽管如此，施瓦茨还写道，这本书“具有启发性、挑战性，读起来很有趣。我很羡慕里德利的天赋，他能毫不傲慢地，用外人可以理解的方式，呈现复杂的事实和想法。”
李·M·西尔弗（Lee M. Silver）在《纽约时报》评论《基因组》，认为该书的主题是，每个个人的基因组都包含其祖先生活的“回声”（里德利语）。西尔弗称里德利“坚定”地相信，继一个世纪前优生学的错误之后，“个人遗传信息”的使用绝不能留给医生或政府来控制，但“看到和使用自己DNA中他们认为合适的信息”是一项基本人权。西尔弗形容这本书很出色，因为它专注于“纯粹的知识发现”，提供“赏心悦目的故事”。他认为，即使是专业的遗传学家，也能从书中的“隐藏秘密”中获得一些惊喜。
生物学家杰里·科恩在《伦敦书评》上撰文批评《基因组》“既有启发性又令人愤怒。对于每一个科学要点，里德利都包含了一处错误或歪曲。其中一些源于其糟糕的学术成就，另一些则源于其政治目标。”例如，科恩提到里德利的错误说法“你一半的智商是遗传的”；里德利假设罗伯特·普洛明使用的标记IGF2R，标记的是传说中的“智能基因”；社会对行为的影响（总是）通过打开和关闭基因来发挥作用，科恩表示“只是偶尔如此”。科恩认为里德利是一个“顽固的”遗传决定论者，否认环境的影响，并称其具有“右翼”政治倾向。他称该书的结构“古怪”和“奇异”，其章节与23对人类染色体相匹配，并指出《基因组》是里德利“试图普及”进化心理学的第三本书。
科普作家迈克尔·舍默发现里德利的技术“既聪明又清晰：每一章代表一条染色体，并选择一个据称由该染色体决定，或受其影响的实体。”在舍默看来：“这是一种讨巧的文学手段，可以帮助读者围绕这个无限的主题进行思考。但我担心这会给人以错误的印象（尽管有免责声明），即像智力、本能或自利之类的东西完全位于那条染色体上（因此是基因程序化的，以及生物决定的）。”

## 奖项和荣誉
《基因组》入围了2000年塞缪尔·约翰逊奖。